# FANZA
FANZA（ファンザ）は、株式会社デジタルコマースが運営する日本のECサイト、および同社の商標。

## 概要

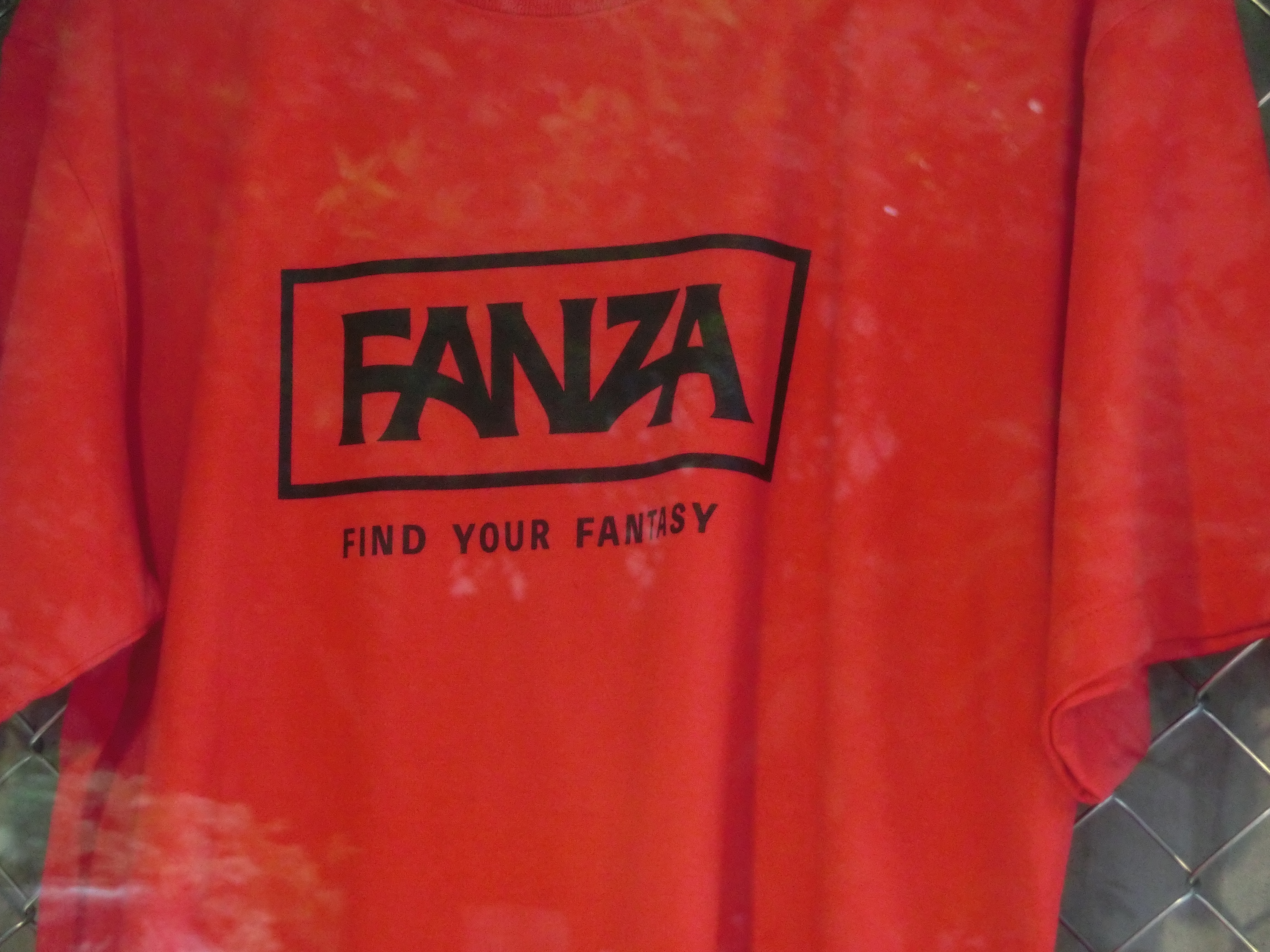
「FANZA×#FR2 @#FR2 GALLERY 2」よりロゴTシャツ

「FANZA」の名称は、「FANtasy」（ファンタジー）の「FAN」と、日本語の「座」という意味と「ZからAまで」という二つの意味を込めた「ZA」の造語になっている。社名ではなくブランド名のため、後述のように他業態で横断的に使用。
商標出願は株式会社デジタルコマース。
名称、ロゴは米・コリンズ社に依頼しており、海外展開を考え英語圏でも通じやすい名称、日本の性文化のニュアンスが伝わる名称にという意図が汲まれている。
2021年度は約1050億の売り上げを計上するなど、アダルトプラットフォームとしては業界の7割といわれる圧倒的なシェアを誇る。

## 沿革
- 2018年
  - 3月1日 - 株式会社デジタルコマースが、株式会社DMM.comのインターネットサービス事業の一部を譲受し[8][2]、「DMM.R18」、「R18.com」、DMM.comの見放題chライト、DVD/CDレンタル、コミックレンタルの運営会社となる。
  - 8月1日 - 株式会社デジタルコマースのアダルト事業「DMM.R18」が「FANZA（ファンザ）」に名称変更[9]。
  - 8月1日 - 名称変更を記念したPRキャンペーンとしてFANZAと#FR2（株式会社せーの）のコラボギャラリー「FANZA×#FR2 @#FR2 GALLERY 2」を8月1日〜10月31日の3カ月限定で原宿にオープン。毎週末にはAV女優イベントも開催された。
  - 8月22日、ジーオーティーの発行する『月刊DMM』が同日発売の2018年10月号より『月刊FANZA』に誌名変更。
- 2019年
  - 3月5日 - 本社を石川県金沢市森戸から東京都港区芝五丁目36番7号に移転。
  - 4月24日 - FANZAライブチャットにて、バーチャルライブチャットフロア（β）をオープン[10]
  - 10月2日 - FANZA動画、980円（税抜）で15万本以上のアダルト動画が30日間見放題になる定額サービス「見放題chベーシック」をリリース[11]
  - 11月4日 - FANZA動画、4Kアダルト動画の販売を開始[12]
  - 12月1日 - comfy株式会社を合併。
- 2020年
  - 4月20日 - 合同会社EXNOAが運営するアダルトゲームプラットフォーム「DMM GAMES.R18」が「FANZA GAMES」に変更[13]
- 2021年
  - 2月25日、3月末日をもってプレステージ、DOCなどプレステージグループ作品の動画配信販売[14]、DVDなどの通信販売の終了を告知[15]。
  - 9月中旬より、同年6月発売以降のSODクリエイト作品を通販、配信、レンタルそれぞれ中止[16]。
  - 12月7日 - FANZAライブチャットにて、バーチャルフロアを正式オープン[17]。
- 2022年
  - 2月 - 帝国データバンク発表の売上高が1029億円となる[18]。
  - 3月1日よりSODクリエイト作品の取り扱いを順次再開[16][19]。
  - 3月15日 - FANZAブックスにて縦読みマンガ「EROTOON（エロトゥーン）」の配信を開始[20]
  - 5月27日 - ハズレなしのオンラインくじサービス「FANZAオンラインくじ」を開始[21]
  - 8月17日 - FANZA動画、8KVR動画の配信を開始[22]
  - 12月1日 - DMM.comが提供するサブスク会員システム「DMMプレミアム」向け動画配信サービス「FANZA TV」の提供を開始
- 2023年
  - 6月 - DMMプレミアム会員だけが入会できる有料動画配信サービス「FANZA TV Plus」の提供を開始[23]
- 2024年
  - 2月16日 - FANZA5周年を記念したキャンペーンガールに河北彩花、石川澪、七ツ森りり、miru、うんぱい、宮下玲奈の6名が就任[24]。
  - 2月17日 - miru[25]、石川澪[26]、桜空もも[27]の3人が出演する「JAV海賊版対策プロジェクト」のプロモーションビデオを制作。繁体字、英語、日本語版の特設サイトを開設し、違法アップロード被害約700億円（年）、違法ファイル共有被害約500億円（年）などの被害額を公表した[28]。
  - 3月4日 - アダルトな景品を獲得できるオンラインクレーンゲーム「FANZAキャッチ」を開始[29]
  - 3月6日 - ドン・キホーテ秋葉原店とのコラボにより「FANZA」をイメージしたオフラインショップ「FANZA SHOP」を出店[30]

## 主なサービス

### 動画サービス
- FANZA動画
  - 素人動画
  - アダルトアニメ
  - 成人映画
- FANZA月額動画
  - 見放題chデラックス
  - プレイガール ch
  - ソフト・オン・デマンド ch
  - AVステーション
  - HHHch
  - KMP チャンネル
  - エスワンナンバーワンスタイル ch
  - MOODYZ チャンネル
  - 妄想族ch.
  - アリスJAPAN ch
  - 桃太郎 BB
  - VRch
  - 熟女チャンネル
  - ドリームチャンネル
  - マニアch
  - 素人ガールズコレクション
  - アダルトアニメチャンネル
  - ピンク映画 ch
  - パラダイステレビ ch
- FANZA無料動画
- FANZA TV

### ライブチャット
- FANZAライブチャット ※アダルト・人妻・ノンアダルト・バーチャル

### オンラインレンタル
- FANZAレンタル ※アダルトDVD以外はDMM.comと共通。

### 同人ダウンロード
- FANZA同人

### 電子書籍配信サービス
- FANZAブックス
- FANZAブックス読み放題

### 通販サービス
- FANZA通販 ※DVD・復刻DVD・大人のおもちゃ・アニメ・PCゲーム・ブック・同人
  - FANZAマーケットプレイス
  - FANZAアダルトオークション

### オンラインくじサービス
- FANZAオンラインくじ

### WEBメディア
- FANZAニュース

### オンラインゲーム
- FANZA GAMES ※合同会社EXNOAの運営
- FANZAキャッチ ※オンラインクレーンゲーム

### その他サービス
- FANZA出会い

### 複合カフェ向けサービス
- FANZAチャンネル

## 月刊FANZA
2018年8月（2018年10月号）に創刊したアダルトビデオ情報誌。発売元はジーオーティー。編集はサイバーキッズ。雑誌コード06439。キャッチコピーは「世界一のAVマガジン」。継続前誌（雑誌コード）は2000年に創刊し2018年9月号をもって刊行終了となった『月刊DMM』であるがJP番号は別のものが振られている。『月刊DMM』創刊時のキャッチコピーは「男のエンターテインメントマガジン」。
すべての記事が編集者、ライターの記名記事となっている。

### 主な連載コーナー
HATSUMONO!
新人AV女優インタビュー及びデビュー作の新作レビュー。
人気女優NOW!
AV女優インタビュー、またおもに企画単体女優の新作を女優別にまとめてレビュー。単体女優のレビューは後述のUARに掲載。
インタビュー企画は「こんなにエロくなりました」と題され別枠にされることもある。
ど〜しても彼女の魅力をわかって欲しい!インタビュー
2022年のAV出演被害防止・救済法発令以降、新人AV女優が減少し「HATSUMONO!」コーナーが不定期になったことから、注目女優に改めてインタビューを試みる企画。
ファンザジスタ!! ASIA'S LARGEST ALL-GENRE NO.1ADULT SITE!
アダルトビデオ、アダルトゲーム、動画、電子コミック、オンラインゲームの各ジャンルの情報を各々コンパクトに届ける。2022年までの旧コーナー名は「オールジャンルアダルト直送便 FANZAサイトEXPRESS」。
FANZA RANKING
FANZAサイト内の売り上げランキングを作品、女優別など3カテゴリーを抜粋紹介。概ね雑誌発売3か月前のウィークリーランキングを掲載。
新作サクサク
発売日程スケジュールをメーカー別に掲載。月刊DMM時代から唯一継続するコーナー。
感服!愛しの女優様
ラッシャーみよしによるコラム。
紙のVRAV
東風克智によるコラム。
男のファン座
読者投稿コーナー 投稿はハガキおよび封書のみ受け付けている。担当は編集部・爆シコタケちゃん。
UAR The Ultimate Adult Review 究極アダルトレビュー
7〜9名のレビュアーが担当するレビューコラム。女優、構成、総合の3項目を100点満点で採点。単体作品、企画作品を問わず毎号約150作品をレビュー。
俺たちの自腹AV
レビュアーを含む“AV猛者”が毎回自腹購入作品をレビュー。2020年6月号より「あの素晴らしいAVをもう一度」にリニューアル。通常レビューとの違いを明確にするため、作品は「廃番になっていない準新作、旧作」を対象とする。初回担当は沢木毅彦、東風克智。
INFORMATION & PRESENT
AVにまつわるトークショーやイベントのレポート、書籍発売のニュースなどをコンパクトにまとめたコーナー。プレゼントコーナーも兼ねる。
このAV女優がすごい!
半年に1度開催されるコーナー。上半期及び下半期女優ランキング掲載のタイミングで行われることが多く、当該ランキングでは上位に出ないような私的おすすめ女優をピックアップする。初期は読者投稿も交えランキング化していたが、2024年冬ではレビューに参加する編集者及びライターのみとなっており、集計もしていない。2024年冬でのレビュアーは沢木毅彦、村田らむ、くろがね阿礼、安田理央、りえ坊、遠藤遊佐、鷲谷憲樹、ばいにゃ～、こもとめいこ♂、諏訪ミツ雄、酒徳ごうわく、いんごま、姫乃たま、松澤チョロ、東風克智、ふじこ、五反田抹茶、大木テングー（編集長）。

### 過去の連載コーナー
USU-V NEWS
月刊DMM時代に連載された薄消しビデオ紹介コーナー